# Wola Radzięcka
Wola Radzięcka – wieś w Polsce położona w województwie lubelskim, w powiecie biłgorajskim, w gminie Frampol.
| SIMC    | Nazwa | Rodzaj    |
| ------- | ----- | --------- |
| 0887612 | Górki | część wsi |

Źródła wspominają, że wieś została założona przez Aleksandra Gorajskiego w roku 1461.
W latach 1975–1998 miejscowość administracyjnie należała do województwa zamojskiego. 
Wieś jest sołectwem w gminie Frampol. Według Narodowego Spisu Powszechnego z roku 2011 wieś liczyła 359 mieszkańców i była piątą co do wielkości miejscowością gminy.
Wierni Kościoła rzymskokatolickiego należą do parafii św. Kazimierza Królewicza w Radzięcinie.